# The Crystal Gazer
The Crystal Gazer er en amerikansk stumfilm fra 1917 af George Melford.

## Medvirkende
- Fannie Ward som Rose Jorgensen / Rose Keith / Norma Dugan
- Jack Dean som Glen Carter
- Winifred Greenwood som Belle
- Harrison Ford som Dick Alden
- Raymond Hatton som Phil Mannering